# Starship Entertainment
Starship Entertainment is een Zuid-Koreaanse platenmaatschappij opgericht door Kim Shi-dae. Het bedrijf specialiseert zich vooral in popmuziek.

## Geschiedenis
In 2010 liet het bedrijf de viertalige popgroep Sistar debuteren. Het bracht voor deze groep onder andere het album So Cool en het minialbum Alone uit.
In 2011 kwam het bedrijf met de zestalige popgroep Boyfriend, waarvan enkele singles zijn uitgebracht. In 2012 liet de platenmaatschappij de groep hun debuut maken in Japan.

## Artiesten
| Debuut | Artiest            | Geslacht   | Leden | Ontbonden | Genre             |
| ------ | ------------------ | ---------- | ----- | --------- | ----------------- |
| 2008   | K. Will            | Mannelijk  | Solo  | -         | r&b, soul         |
| 2010   | Sistar             | Vrouwelijk | 4     | -         | K-pop, r&b        |
| 2011   | Boyfriend          | Mannelijk  | 6     | -         | K-pop             |
| 2015   | Monsta X           | Mannelijk  | 7     | -         | K-pop, r&b        |
| 2016   | Cosmic girls, WJSN | Vrouwelijk | 13    | -         | K-pop, girl crush |
| 2020   | Cravity            | Mannelijk  | 9     | -         | K-pop             |